# Northrop Grumman MQ-8C Fire Scout
El Northrop Grumman MQ-8C (conocido como el Fire-X durante su desarrollo) es un helicóptero autónomo no tripulado desarrollado por Northrop Grumman para su uso por la Armada de los Estados Unidos. El MQ-8C está diseñado para proporcionar reconocimiento, conocimiento de la situación, apoyo de fuego aéreo y apoyo de señalamiento de precisión para fuerzas marinas, aéreas y terrestres. El fuselaje del MQ-8C está basado en el Bell 407, mientras que la aviónica y otros sistemas son desarrollados específicamente para aquellos operadores que usen el MQ-8C Fire Scout. Voló por primera vez en octubre de 2013 y actualmente está en pruebas, y está previsto que la producción comience en marzo de 2016.

## Diseño y desarrollo

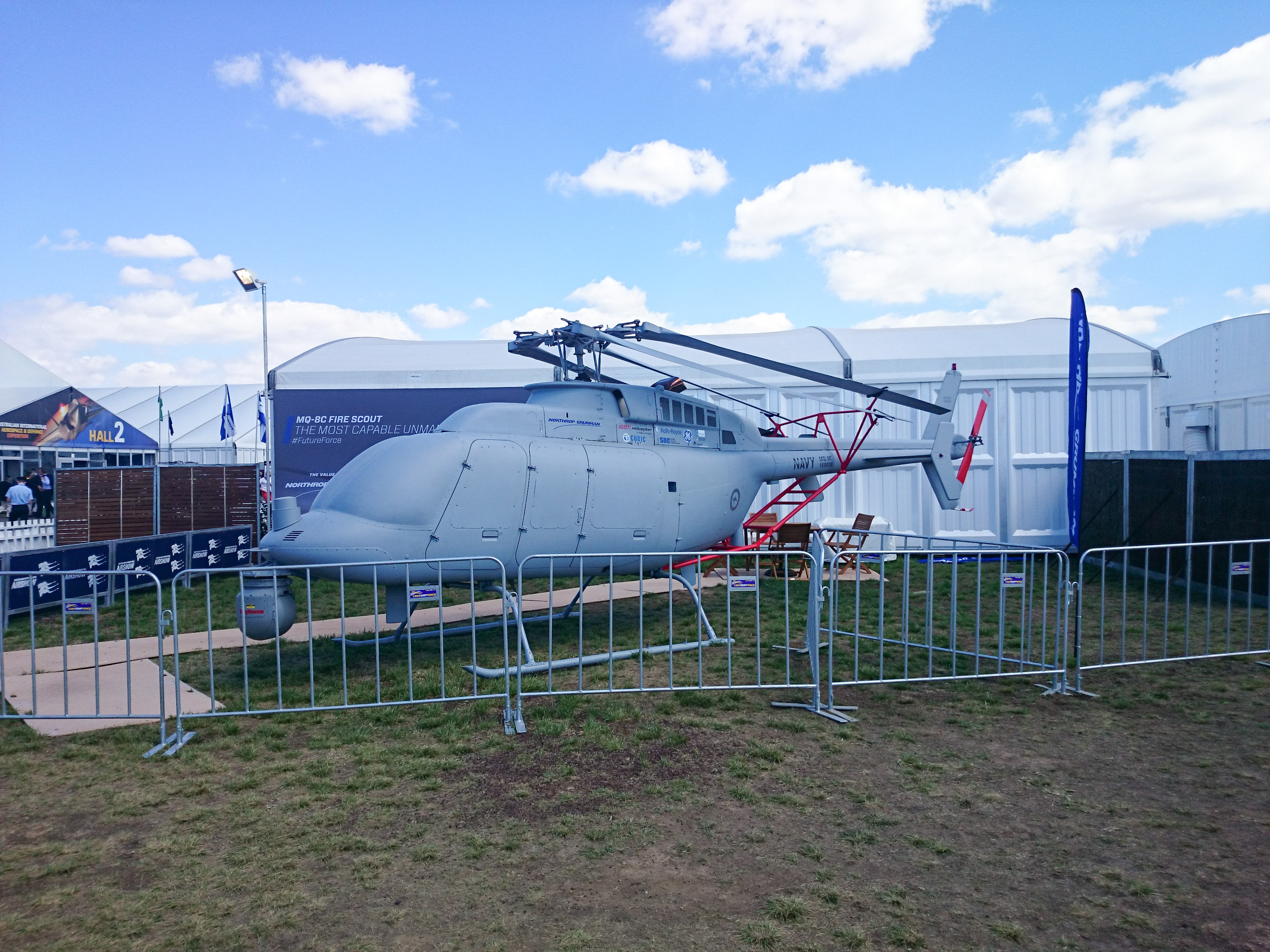
MQ-8C Fuego Scout en exhibición en el Australian International Airshow de 2015.

El 3 de mayo de 2010, Northrop anunció planes de volar un helicóptero Bell 407 modificado con los controles autónomos del MQ-8B. Llamado Fire-X, era para demostrar una capacidad de reabastecimiento de carga no tripulado a la Armada de los Estados Unidos. El no tripulado Fire-X completó su primer vuelo en el Yuma Proving Ground en Arizona el 20 de diciembre de 2010. El 23 de abril de 2012, Northrop recibió un contrato de la Armada de 262,3 millones de dólares para construir el nuevamente designado MQ-8C Fire Scout; el trabajo incluía inicialmente dos aeronaves de desarrollo y seis aeronaves de producción de bajo ritmo. La Armada quiere 28 MQ-8C para sus fuerzas de operaciones especiales navales. En marzo de 2013, la Armada incorporó el motor Rolls-Royce 250-C47E al MQ-8C para incrementar un 5% la potencia "en caliente y en altura", reducir el consumo de combustible un 2%, incrementar un 8% la potencia calibrada de despegue, y mejorar la fiabilidad. El MQ-8C basado en el Bell 407, tiene una autonomía de 12 horas, un alcance de 280 km, y una carga útil de 318 kg; tiene el doble de autonomía y tres veces más carga útil que el MQ-8B.
A principios de julio de 2013, Northrop Grumman entregó el primer MQ-8C a la Armada. Las pruebas de suelo se hicieron para asegurar que los sistemas trabajaban apropiadamente y se comunicaban con la estación de control terrestre, antes de realizar el primer vuelo. El MQ-8C comparte software, aviónica, cargas de pago y equipos auxiliares de la nave con el MQ-8B. Se esperaba que el MQ-8C volara a principios de octubre de 2013, y que fuera desplegado a finales de 2014. El sistema APKWS II será añadido al modelo C en algún momento posterior a 2016. El 24 de septiembre de 2013, el MQ-8C Fire-X entregado a la Armada arrancó sus motores durante 10 minutos en preparación de su primer vuelo. Un segundo MQ-8C iba a ser entregado el 30 de septiembre. El primer vuelo se programó para inicios-mitad de octubre, aunque la fecha exacta no fue determinada, ya que las pruebas se retrasan a menudo debido a problemas de sistemas menores. El régimen de pruebas de vuelo del MQ-8C tendrá una duración de seis meses.
El MQ-8C Fire Scout voló por primera vez el 31 de octubre de 2013. Voló durante 7 minutos en un espacio aéreo restringido, usando controles autónomos en la Naval Base Ventura County. Voló una segunda vez, horas más tarde aquel día, a un altitud de 500 pies. El MQ-8C fue operado conjuntamente por Northrop Grumman y la Armada. Northrop Grumman entregó el segundo MQ-8C el 25 de noviembre de 2013. Están bajo un contrato para construir 14 helicópteros. El segundo MQ-8C voló el 12 de febrero de 2014. El aparato había volado 66 horas por febrero del mismo año. El 10 de marzo de 2014, el MQ-8C alcanzó las 100 horas de vuelo. Hay 19 Fire Scout del modelo C pedidos, con dos aparatos en pruebas de vuelo; el primer despliegue a un LCS está programado para 2015. El MQ-8C comenzó las pruebas a bordo del destructor Jason Dunham el 16 de diciembre de 2014, ejecutando 22 despegues y recuperaciones en menos de cuatro horas. Las pruebas fueron completadas el 19 de diciembre, ejecutando 32 despegues y recuperaciones en tres vuelos.
Northrop Grumman voló el demostrador del MQ-8C con su radar AN/ZPY-1 STARLite instalado, aunque no había una solicitud para ello en esa época; la Armada comenzó a buscar información para un radar para el MQ-8C en julio de 2014, con capacidades de búsqueda en superficie, radar de apertura sintética, SAR inverso, y modo meteorológico. Aunque el AN/ZPY-4 había sido instalado en algunos Fire Scout modelo B, el más grande modelo C puede acomodar un radar mayor y más potente. El MQ-8C estará dispuesto para realizar misiones de guerra de superficie en 2018, y misiones de contramedidas de minas en 2020. Se espera una solicitud de propuestas de un radar para el MQ-8C a mitad de septiembre de 2015. Se espera que el primer despliegue del aparato sea en 2016 para dar a los Barcos de Combate Litoral (Littoral Combat Ships) una capacidad ISR de 93 km de radio. La oficina del programa Fire Scout está considerando también equipar el fuselaje mismo para realizar más misiones o centrarse en equipos tripulado-no tripulado con los más grandes helicópteros MH-60S/R Seahawk.
El primer MQ-8C operativo fue entregado a la Armada de los Estados Unidos en diciembre de 2014. Su vuelo de desarrollo final fue completado el 29 de abril de 2015, tras 450 horas completadas en 327 vuelos. En agosto de 2015, Northrop Grumman demostró la autonomía del MQ-8C con un vuelo de 11 horas. El 20 de noviembre de 2015, el MQ-8C completó un periodo de evaluación operativa de 3 semanas para evaluar las prestaciones del sistema, la autonomía y la fiabilidad del helicóptero no tripulado, con 83,4 horas en 11 vuelos. Hasta la fecha, el aparato ha completado 730 horas de vuelo en 427 vuelos. Se espera que las pruebas embarcadas comiencen en 2017.

## Operadores
Estados Unidos
- Armada de los Estados Unidos

## Especificaciones
Referencia datos: Northrop Grumman,

### Características generales
- Tripulación: Ninguno
- Carga: 1338 kg
- Longitud: 12,6 m (41,3 ft)
- Diámetro rotor principal: 10,7 m (35,1 ft)
- Altura: 3,3 m (10,8 ft)
- Peso máximo al despegue: 2722 kg (5999,3 lb)
- Planta motriz: 1× turboeje Rolls-Royce M250-C47E.
  - Potencia: 522 kW (720 HP; 710 CV)

### Rendimiento
- Velocidad nunca excedida (Vne): 250 km/h (155 MPH; 135 kt)
- Alcance: 12 h
- Alcance en combate: 2272 km (1227 nmi; 1412 mi)
- Techo de vuelo: 4877 m (16 001 ft)

## Aeronaves relacionadas

### Desarrollos relacionados
- Bell 407
- Northrop Grumman MQ-8 Fire Scout

### Secuencias de designación
- Secuencia _Q-_ (Vehículos aéreos no tripulados estadounidenses, 1962-presente): ← Q-5 - Q-6 - Q-7 - Q-8/C - Q-9 - Q-10 - Q-11 →